# Boogie (album des Jackson 5)
Pour les articles homonymes, voir Boogie.
Albums de The Jacksons
Joyful Jukebox Music
(1976) Soulsation!
(1995)
Boogie est un album de compilation de morceaux déjà sortis et inédits du groupe américain The Jackson 5. Il est sorti le 16 janvier 1979, après la sortie de l'album studio Destiny des Jacksons un mois plus tôt.
Boogie est considéré comme le plus rare de tous les albums du groupe car peu d'albums ont été pressés.

## Titres
1. Love's Gone Bad - Brian Holland / Edward Holland, Jr. / Lamont Dozier - 3:21
2. Ain't Gonna Eat My Heart Out Anymore - Laura Burton / Pam Sawyer - 3:01
3. ABC - Berry Gordy, Jr. / Deke Richards / Fonce Mizell / Freddie Perren / The Corporation - 2:59
4. I Was Made to Love Her - Henry Cosby / Lula Mae Hardaway / Stevie Wonder / Sylvia Moy - 4:17
5. One Day I'll Marry You - Pam Sawyer / LaVerne Ware - 3:01
6. Never Can Say Goodbye - Clifton Davis - 2:59
7. Oh, I've Been Blessed - Frank Wilson / Lena Manns - 2:51
8. Penny Arcade - Deke Richards / Jerry Marcelino / Mel Larson - 2:42
9. Just Because I Love You - J.W. Alexander / Willie Hutch - 3:14
10. Dancing Machine - Dean Parks / Don Fletcher / Hal Davis - 2:39